# Polysémie
La polysémie est la propriété d'un mot ou d'une expression, dont l'écriture et l'étymologie est unique, d'avoir plusieurs sens ou des significations différentes. Un tel mot est alors qualifié de polysémique.
Il ne faut pas confondre la polysémie et l'homonymie. Deux homonymes ont la même forme (phonique et parfois graphique) mais n'ont pas la même étymologie. Ils ont deux entrées distinctes dans le dictionnaire, alors que les multiples définitions d'un mot polysémique se situent dans la même entrée.
La polysémie et homonymie sont des cas particuliers d'ambiguïté. La reprise d'un mot polysémique en des sens différents est le procédé d'une figure de rhétorique, l'antanaclase.

## Étymologie
L'origine de la racine polysème avec le suffixe -ie, vient du bas latin polysēmus, lui-même issu du grec ancien πολύσημος / polúsēmos, « qui a beaucoup de significations », composé de πολύς / polús, « beaucoup » et σῆμα / sễma', « signe ».

## Considérations générales
Les mots les plus souvent utilisés sont souvent polysémiques, c'est-à-dire qu'ils revêtent plusieurs sens. À l'inverse, les vocabulaires spécialisés, comme ceux scientifiques ou techniques sont monosémiques, n'ayant qu'un seul sens.

## Exemples
- Opéra : la pâtisserie, le lieu, l'art
- Théâtre : l'art, le lieu, la production littéraire
- Rouge : la couleur, le vin, le communisme
- Vivre : exister, subsister, habiter, expérimenter, traverser
- Indien : habitant de l'Inde, autochtone des Amériques
- Américain : qui vient de l'Amérique, qui vient des États-Unis
- Clarté : lumière, transparence, intelligibilité, blancheur
- Souris : tipp-Ex, souris d'ordinateur, l'animal, la viande d'agneau, jeune fille (usage désuet)
- Folie : anomalie de la conscience, élément architectural inattendu
- Créer : produire, engendrer, fonder, imaginer... et nommer (les cardinaux sont créés par le pape)
- Inventer : réaliser, imaginer... et découvrir (Joseph Berger est l'inventeur du gouffre éponyme)
- Imprimer : faire ou laisser une empreinte (à plat ou en creux) sur quelque chose... et fabriquer additivement (avec une imprimante 3D).

Il arrive même qu'un mot désigne à la fois une chose et son contraire (on parle alors d'énantiosémie ou de mot énantiosémique) :
- Apprendre signifie selon les cas enseigner, ou acquérir une connaissance ;
- Hôte, désigne selon le contexte celui qui reçoit ou celui qui est reçu ;
- Regret, désigne la plainte ou la nostalgie. ex "Je regrette mon enfance".
- Louer : donner ou, au contraire, prendre en location ;
- Plus : il y en a plus (il y en a davantage) ou il n'y en a plus (il n'en reste pas).
- Doute : désigne selon le contexte, le doute ou la certitude. Ex "douter de quelque chose" ou "se douter de quelque chose".
- Personne : désigne selon le contexte grammatical un individu (une personne) ou l'absence d'individu (il n'y a personne).

L'évolution du langage, due au fait qu'il faut bien décrire un monde qui évolue ou un monde dont au moins notre connaissance évolue, conduit à utiliser parfois un mot dans un nouveau sens, le plus souvent par extension de sens. On parlera, par exemple, d'une feuille de papier ou du pied d'un arbre par analogie avec une feuille d'arbre ou avec le pied d'un animal (voir métaphore et catachrèse).

## Chaînes sémantiques
Utilisées par le linguiste Pierre Parisot[réf. nécessaire], et établies au moyen de cheminements sur ordinateur, des chaînes sémantiques permettent souvent, en jouant sur la polysémie, de passer de synonyme en synonyme d'un mot à son contraire.
Exemple : léger → inconséquent → maladroit → gauche → balourd → lourdaud → lourd
On peut passer de même de « vie » à « mort », d'« homme » à « femme », etc., le plus souvent par des chaînes ne comportant pas plus de dix mots. L'astuce réside dans le fait que si A est synonyme de B dans un certain contexte, et B synonyme de C dans un autre contexte, cela n'implique nullement que A soit synonyme de C dans quelque contexte que ce soit : la relation de synonymie n'est pas transitive.
Voir aussi : Oulipo.

## Polysémie et néosémie
La néosémie est le mécanisme de création d'un nouveau sens pour un mot. Elle accroit donc sa polysémie.

## Cas particulier des mathématiques
Les mathématiciens ainsi que les informaticiens, plutôt que de créer des mots nouveaux, aiment souvent reprendre des mots existants en leur donnant un sens particulier dans le contexte de leur discipline, comme les mots groupe, liste, tableau, anneau, corps, adhérence, distribution, clôture, etc. Cela conduit parfois à des formulations qui peuvent sembler curieuses au profane, tel que « un espace topologique est discret si et seulement si toutes ses parties sont ouvertes et fermées » mais encore « vous pouvez quitter ce fichier comportant un tableau listant toutes les villes du monde en fermant la fenêtre du navigateur »